# Desmodesmus
Em taxonomia, Desmodesmus é um gênero de algas verdes de água doce.